# Crawford (Teksas)
Crawford je gradić u američkoj saveznoj državi Teksas. Prema popisu stanovništva iz 2010. u njemu je živjelo 717 stanovnika.